# Phenizee Ransom
Phenizee Ransom (* 9. Dezember 1974 in Atlanta, Georgia) ist ein US-amerikanischer Schiedsrichter im Basketball, der seit dem Jahr 2016 in der NBA tätig ist. Er trägt die Uniform mit der Nummer 70.

## Karriere

### College-Basketball
Vor dem Einstieg in die NBA arbeitete er als College-Basketballschiedsrichter u. a. in der Mid-Eastern Athletic Conference, Southwestern Athletic Conference, Big South Conference, Ohio Valley Conference, Southern Conference und Sun Belt Conference.

### National Basketball Association
Ransom begann im Jahr 2016 seine NBA-Schiedsrichterlaufbahn beim Spiel der Milwaukee Bucks gegen die Sacramento Kings.